# Frère Tuck
Frère Tuck est un personnage de la légende de Robin des Bois.
Membre des « Joyeux Compagnons » de Robin des Bois, frère Tuck est un moine ne dédaignant pas de prendre part aux combats.  
Il est fréquemment représenté comme un homme jovial et bedonnant, amateur d'alcool et de bonne chère.  
Il fait parfois figure d'élément comique de la bande. 